# 根本要
根本 要（ねもと かなめ、1957年5月23日 - ）は、日本のシンガーソングライター。バンドスターダストレビューのボーカル・ギター。
埼玉県行田市出身。Rhapsody所属。

## 来歴・人物
埼玉県行田市出身。音楽好きの2人の兄の影響で音楽に興味を持つようになり、中学時代には八木橋百貨店屋上で開かれたフォークロックコンテストに出場して優勝した。優勝をきっかけに地元の音楽サークルの大人とも交流するようになった。
埼玉県立不動岡高等学校に入学後、柿沼清史らとバンドを結成、この年八木橋百貨店地下に開店したライブハウス「木偶いん堂」のステージに立った。このバンドは人気を集め、1975年の文化祭で開催したコンサートでは会場の教室に収まらないほどの客を集めた。2014年のアルバム『SHOUT』に収録された曲「熊谷の風」には、当時の体験が反映されている。
大学に進学するつもりはなかったが、友達ができるからと兄に勧められ、日本大学芸術学部に入学。しかし、友達ができたので2年で中退。スターダストレビューでのデビュー前、「クレージー・パーティー」名義でアニメ映画「がんばれ!!タブチくん!!」（1979年・1980年）の全3作の主題歌を担当（根本要名義で作詞・作曲も担当）。この当時、第2作・第3作の主題歌「がんばれば愛」を作曲した大瀧詠一は、「非常に声の高い人」という印象を持ったと言っている。
巧みな話術ゆえにコンサートでは長く喋り過ぎることがしばしばあるが、「今日はあまり喋りません。純粋に音楽を楽しんでください。」と言うと、客からはブーイングが起こる。このようにステージトークも期待されている、ミュージシャンとしては稀有な存在（他にはさだまさし、松山千春、やしきたかじん、武田鉄矢ら）。コンサートに占めるトークの割合は3割に達し、対策として舞台に喋り過ぎると光る回転灯が設置された。ライブアルバム『No Ballads』や『Stage Bright』、デビュー35周年記念『スタ☆レビ -LIVE & STUDIO-』の初回限定盤では根本のMCのみを収録した通称「MCD」がボーナスディスクとして付属している。
2010年、ギタリストで音楽プロデューサーの佐橋佳幸と音楽ユニット「本日のおすすめ」を結成、ライブでは主に洋楽をカバーしている。
メディアではラジオをメインに活動している。MBSラジオ「MBSヤングタウン」火曜日のラジオパーソナリティも1987年1月〜1993年12月の長期に亘り務め、RKB毎日放送でもレギュラー番組「LIVEやろうぜ」を受け持った。現在は、馬場俊英とFM COCOLOにて、「Wabi-Sabi レディオ・ショー」を放送中。他の番組は後述。

## エピソード
- つボイノリオがパーソナリティを務めていた『ハイヤングKYOTO』KBS京都にゲスト出演した際、高校生の不純異性交遊について「みんなやっているんじゃないですか?」と発言、先に同様の発言で周辺の教育委員会から抗議を受けていたつボイを慌てさせた。
- スターダストレビューの「トワイライト・アヴェニュー」をカバーした金月真美をNACK5での番組にゲストとして迎えたところ、埼玉県春日部市にあるロビンソン百貨店（のちの西武百貨店春日部店、2016年2月29日閉店）の話題で盛り上がり金月は番組中「ブレイク前まではロビンソン百貨店でアルバイトをしていた」と発言、1時間番組のほとんどをこの話題に費やした。
- TBSラジオの『コサキンDEワァオ!』に頻繁にゲスト出演していた。その際、ついつい自分の好きなアダルトビデオの話を持ち出してパーソナリティの小堺一機・関根勤と嬉々としてトークを繰り広げ、同番組のリスナーから支持された。また、同番組では必ずといって良いほど「根本がオノ・ヨーコに似ている」というネタが出る。2007年7月に出演した際には、根本の方から「♪あなたのオノ・ヨーコ〜」と歌って登場した。

前述のように、歌もさることながら話術も卓越しており、その両方を活かせるラジオでより持ち味を発揮。現在の最長寿番組はJFN系37局中24局ネットのFM『要のある音楽』（1998年4月〜）。埼玉のFM局・NACK5では、2025年3月現在、月曜深夜0時〜1時に「NACK de ROCK」を放送中。

## メディア出演

### ラジオ
- ワールド・ポップス「ワールドナウ」（NHK-FM）[1]
- ジョイフルポップ「日本のロック・ニューミュージック」(NHK-FM)
- 四谷ネオンパラダイス（文化放送）[1]
- HAND IN HAND 〜ミッドナイトパーティー〜（MBSラジオ）[1]
- MBSヤングタウン（MBSラジオ）[1]
- LIVEやろうぜ（RKB毎日放送）
- 根本要のいろはにこんぺいとう（民放AM各局）
- 要のある音楽 (JFN)
- NACK de ROCK (NACK5)
- KANと要のWabi-Sabiナイト (FM COCOLO)
  - Wabi-Sabi レディオ・ショー

### テレビ
- 根本要×佐橋佳幸「本日のおすすめ TV SHOW」（2025年3月30日（初回放送）、歌謡ポップスチャンネル）[7][8]

## ディスコグラフィ
スターダストレビューでデビューする前のクレージー・パーティー時代
- がんばれ!!タブチくん!!/WAOH!!

1. がんばれ!!タブチくん!!
作詞:岡田冨美子/作曲:根本要/編曲:乾裕樹
アニメ映画「がんばれ!!タブチくん!!」、「がんばれ!!タブチくん 第2弾 激闘ペナントレース」、「がんばれ!! タブチくん!! 初笑い第3弾 あゝツッパリ人生」OP
2. WAOH!!
作詞・作曲：根本要/編曲：乾裕樹
アニメ映画「がんばれ!!タブチくん!!」ED
イントロ部分はフジテレビ系幼児教育番組「ひらけ!ポンキッキ」のミニコーナーのBGMに使われた事がある。

- がんばれば愛/涙の誘惑ストリート

1. がんばれば愛
作詞：伊藤アキラ/作曲：大瀧詠一/編曲：乾裕樹（コーラス・アレンジ：宿霧十軒＝ノンクレジット）
アニメ映画「がんばれ!!タブチくん 第2弾 激闘ペナントレース」、「がんばれ!! タブチくん!! 初笑い第3弾 あゝツッパリ人生」ED、中外製薬「新グロモント」CMソング
作曲とコーラス・アレンジは大瀧詠一[注釈 1]で、バックコーラスも大瀧が一人多重録音コーラスをする際に名乗るコーラスグループ名である「Jack Tones」で担当した。大瀧がコーラスも担当した理由は、当初は曲だけを渡してサウンド・プロデュースと編曲を制作側に全面的に一任する予定だったのが、クレージー・パーティーの制作スタッフがデモバージョンに入っていた大瀧の多重録音コーラスを気に入り、「レコードでもそのコーラスを入れて欲しい」と、大瀧に依頼したことによる。後年にライブで歌唱した際には、演奏・コーラスをスターダストレビューのメンバーが担当したことがある。デモに入れていた間奏は使われなかったため、大瀧の「君は天然色」の間奏に使われた。大瀧はコーラス録音だけして歌入れには立ち会わなかったという。
2. 涙の誘惑ストリート
作詞：岡田冨美子/作曲：鈴木キサブロー/編曲：乾裕樹